# Pierre Loti
Pierre Loti, wł. Louis-Marie-Julien Viaud (ur. 14 stycznia 1850 w Rochefort, zm. 10 czerwca 1923 w Hendaye) – francuski pisarz, oficer marynarki, członek Akademii Francuskiej.

## Zarys biografii
Pochodził z rodziny kalwińskich protestantów. Wychowany w głębokiej religijności, w młodości odszedł od wiary. Kształcił się w prestiżowym liceum Henryka IV w Paryżu. W 1867 wstąpił do elitarnej szkoły morskiej w Breście, gdzie odbył praktykę na szkolnym żaglowcu Borda, uzyskał stopień aspiranta i odtąd związał się z morzem jako oficer marynarki. W 1881 zyskał awans na porucznika. 
Żeglował do krajów Bliskiego i Dalekiego Wschodu; m.in. w latach 1885–1891 pływał na wodach chińskich, w 1900 uczestnicząc w dalekowschodniej ekspedycji związanej z tłumieniem powstania bokserów w Chinach. W Turcji zaprzyjaźnił się z polskim prawnikiem i rządowym doradcą, Leonem Ostrorogiem. Był uczestnikiem wypraw do wysp Oceanii, Japonii, do Senegalu i Indochin. W 1906 awansowany na kapitana, przeszedł na emeryturę w 1910, powrócił jednak do służby jako ochotnik podczas I wojny światowej. 

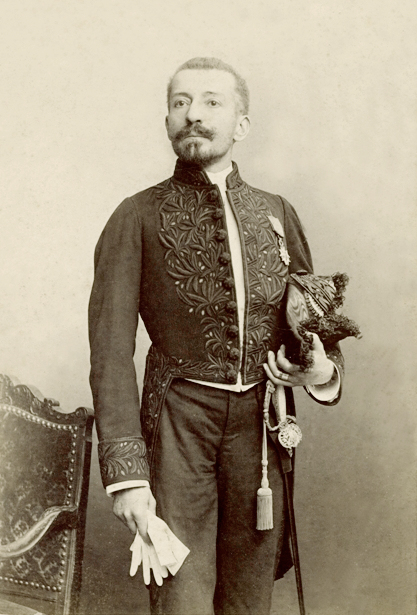
Pisarz w stroju galowym jako członek Akademii Francuskiej (lipiec 1892)

## Twórczość
Równoległe zajmował się twórczością literacką, do której tematy czerpał z obserwacji i impresji z życia na morzu, a także z bogatych doświadczeń podróżniczych. Debiutował w 1879 powieścią Azjadea (Aziyadé), która nie spotkała się z istotnym oddźwiękiem ze strony krytyki. Znaczne powodzenie odniosła dopiero następna powieść Rarahu (1880; znana też pod zmienionym tytułem Le Mariage de Loti), co stało się zachętą do dalszego tworzenia. W kolejnych latach powstały poczytne: Romans spahisa (Le Roman d'un spahi, 1881), Mój brat Yves (Mon frère Yves, 1883), Rybak islandzki (Pêcheur d’Islande, 1886), Pani Chryzantem (Madame Chrysanthème, 1887) czy też będąca kontynuacją debiutanckiego utworu powieść Zjawa Wschodu (Fantôme d'Orient, 1892).
Jego utwory spotkały się z życzliwą krytyką m.in. Ferdinanda Brunetière’a, Anatole’a France’a, Paula Bourgeta i Julesa Lemaître’a. Przychylny odbiór jego prozy i poczytność zapewniał mu prosty i bezpośredni styl, sugestywność obrazów oraz egzotyka tła opisywanych zdarzeń. W 1891 został wybrany do Académie Française przy silnej kontrkandydaturze Emila Zoli.
Pierwsze dwudziestolecie ХΧ wieku było okresem największego powodzenia i sławy pisarza, choć zrezygnował on z tworzenia powieści na rzecz wydawania zapisków z licznych podróży, poczynając od Wspomnień z Pekinu (Les Derniers jours de Pekin) w 1902 (także z Indii, Kambodży, Turcji, Persji, Palestyny, Egiptu, Maroka). W zakresie dramaturgii był współautorem przekładu szekspirowskiego Króla Leara (1904) oraz autorem 5-aktowego dramatu Judith Renaudin (1898), wystawionego w 1904 w paryskim teatrze A. Antoine'a. Do twórczego dorobku pisarza należy też nie wydany dziennik (Journal) oraz niekompletnie opublikowane listy (Correspodance, 1929). 
Cechą impresjonistycznej twórczości Lotiego było ukazywanie egzotyki świata w nader osobistej wizji, odległej od rzeczywistości, a nacechowanej melancholizmem i poczuciem przemijania. Przenikał ją liryzm będący wyrazem przeświadczenia o nietrwałości i przemijaniu wszystkiego co ludzkie, połączonego z przekonaniem o niższości człowieka wobec bezmiaru żywotnej i nieustannie odradzającej się przyrody. Liczne z jego utworów nacechowane były poczuciem tragizmu istnienia ludzkiego wraz z towarzyszącym mu lękiem przed śmiercią i przemijaniem.

## W przekładach polskich
- Rybak islandzki 1887
- Zgryzota galernika 1896
- Wrażenia z Dalekiego Wschodu 1904
- Indie 1905
- Rozczarowanie 1907
- Nokturn 1911
- Romans spahisa 1922
- Pani Chryzantem 1923
- Zjawa Wschodu 1925
- Azyadea 1926